# Verdaches
Verdaches est une commune française située dans le département des Alpes-de-Haute-Provence, en région Provence-Alpes-Côte d'Azur.
Le nom de ses habitants est Verdachois.

## Géographie

### Situation et description

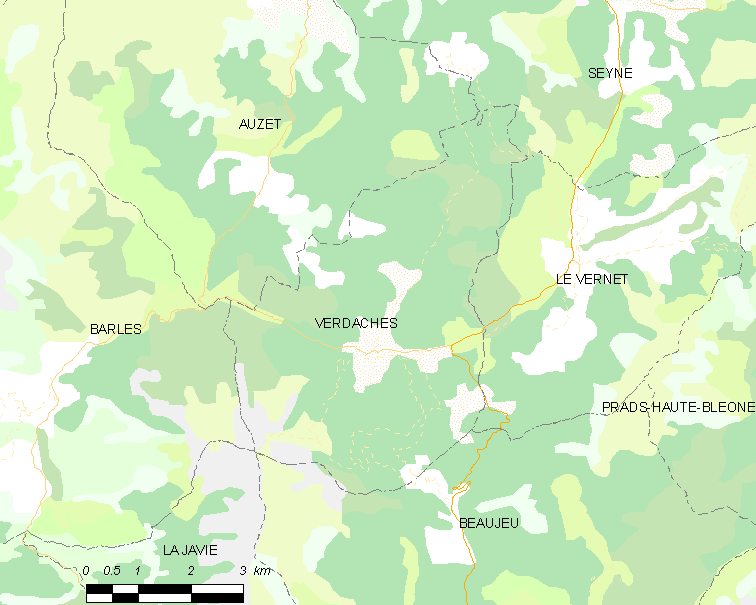
Verdaches et les communes voisines (Cliquez sur la carte pour accéder à une grande carte avec la légende).

Le village est situé sur le Bès, à 1 127 m d’altitude.
Points remarquables :
- la clue de Verdaches, située à l'aval du village, mais hors de la commune ;
- le sommet du Blayeul (2 202 m) ou Quatre Termes : les limites de quatre communes s’y rejoignent, sans constituer un quadripoint.

### Risques naturels et technologiques
Aucune des 200 communes du département n'est en zone de risque sismique nul. Le canton de Seyne auquel appartient Verdaches est en zone 1b (sismicité faible) selon la classification déterministe de 1991, basée sur les séismes historiques, et en zone 4 (risque moyen) selon la classification probabiliste EC8 de 2011. La commune de Verdaches est également exposée à quatre autres risques naturels :
- avalanche (danger non recensé par le dossier des risques majeurs[5]) ;
- feu de forêt ;
- inondation ;
- mouvement de terrain.

La commune de Verdaches est de plus exposée à un risque d’origine technologique, celui du transport de matières dangereuses par route. La départementale RD 900a (ancienne route nationale 100a) peut être empruntée par les transports routiers de marchandises dangereuses.
Aucun plan de prévention des risques naturels prévisibles (PPR) n’existe pour la commune et le Dicrim n’existe pas non plus.

### Hydrographie

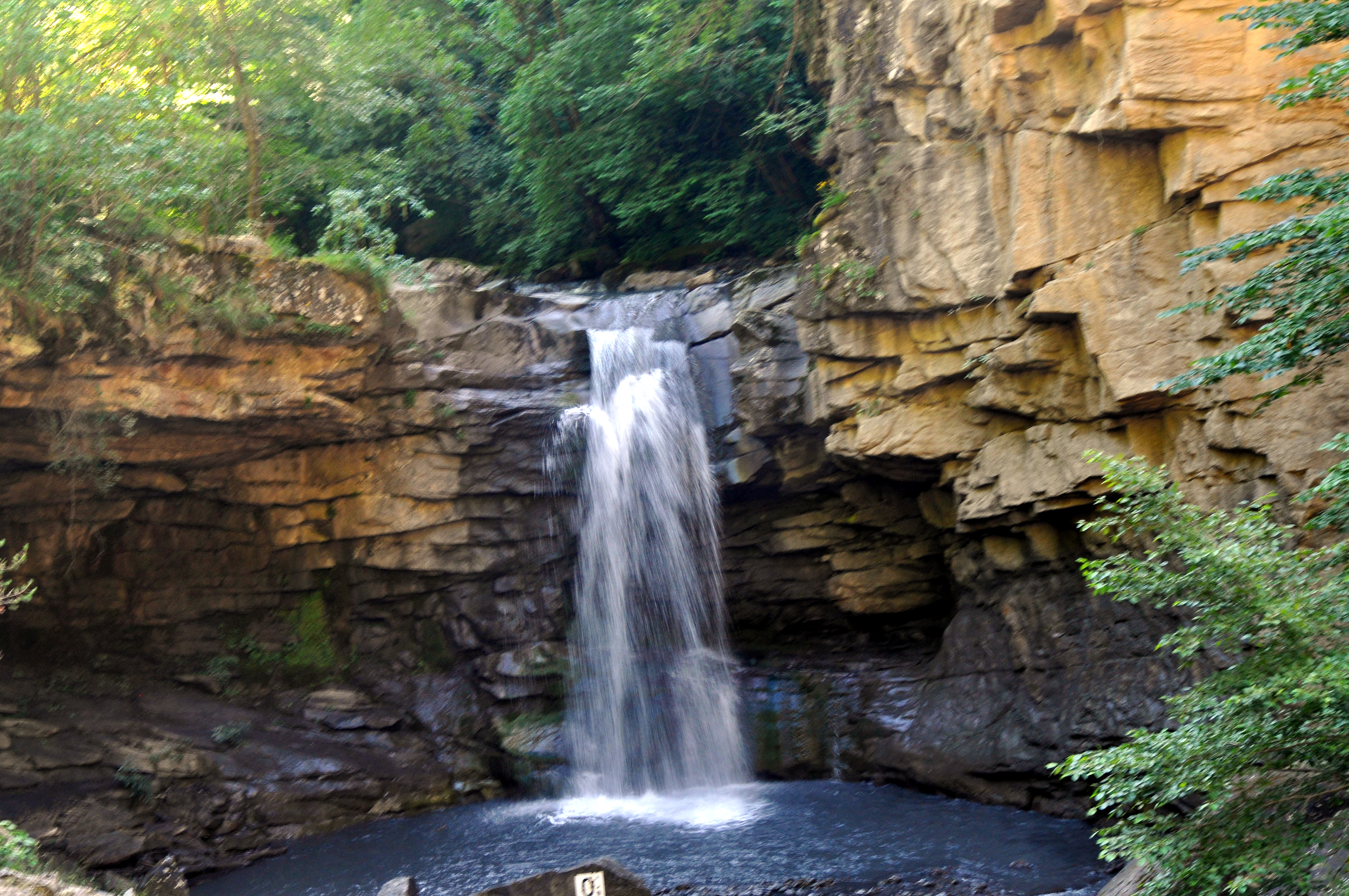
Chute du Bès à Verdaches

La commune est traversée par le Bès.

### Environnement
La commune compte 1 399 ha de bois et forêts, soit plus de la moitié de sa superficie.

### Transports
Le village est desservi par la départementale RD 900A, ancienne route nationale 100A qui rejoint la RD 900 (ancienne route nationale 100) à l’écart du village. La RD 507 part du village et dessert le vallon du Mardaric et le hameau de la Route.

### Climat
Pour des articles plus généraux, voir Climat de Provence-Alpes-Côte d'Azur et Climat des Alpes-de-Haute-Provence.
En 2010, le climat de la commune est de type climat des marges montargnardes, selon une étude du Centre national de la recherche scientifique s'appuyant sur une série de données couvrant la période 1971-2000. En 2020, Météo-France publie une typologie des climats de la France métropolitaine dans laquelle la commune est exposée à un climat de montagne ou de marges de montagne et est dans la région climatique Alpes du sud, caractérisée par une pluviométrie annuelle de 850 à 1 000 mm, minimale en été.
Pour la période 1971-2000, la température annuelle moyenne est de 8,3 °C, avec une amplitude thermique annuelle de 16,6 °C. Le cumul annuel moyen de précipitations est de 947 mm, avec 6,9 jours de précipitations en janvier et 6 jours en juillet. Pour la période 1991-2020, la température moyenne annuelle observée sur la station météorologique de Météo-France la plus proche, « Montclar_sapc », sur la commune de Montclar à 15 km à vol d'oiseau, est de 9,3 °C et le cumul annuel moyen de précipitations est de 889,7 mm. 
La température maximale relevée sur cette station est de 36 °C, atteinte le 23 août 2023 ; la température minimale est de −19,2 °C, atteinte le 5 février 2012,,.
Les paramètres climatiques de la commune ont été estimés pour le milieu du siècle (2041-2070) selon différents scénarios d'émission de gaz à effet de serre à partir des nouvelles projections climatiques de référence DRIAS-2020. Ils sont consultables sur un site dédié publié par Météo-France en novembre 2022.

## Urbanisme

### Typologie
Au 1er janvier 2024, Verdaches est catégorisée commune rurale à habitat très dispersé, selon la nouvelle grille communale de densité à 7 niveaux définie par l'Insee en 2022.
Elle est située hors unité urbaine. Par ailleurs la commune fait partie de l'aire d'attraction de Digne-les-Bains, dont elle est une commune de la couronne,. Cette aire, qui regroupe 34 communes, est catégorisée dans les aires de moins de 50 000 habitants,.

### Occupation des sols
L'occupation des sols de la commune, telle qu'elle ressort de la base de données européenne d’occupation biophysique des sols Corine Land Cover (CLC), est marquée par l'importance des forêts et milieux semi-naturels (86,8 % en 2018), en diminution par rapport à 1990 (89,8 %). La répartition détaillée en 2018 est la suivante : 
forêts (78,8 %), zones agricoles hétérogènes (10,5 %), milieux à végétation arbustive et/ou herbacée (4,7 %), espaces ouverts, sans ou avec peu de végétation (3,3 %), prairies (2,8 %).
L'évolution de l’occupation des sols de la commune et de ses infrastructures peut être observée sur les différentes représentations cartographiques du territoire : la carte de Cassini (XVIIIe siècle), la carte d'état-major (1820-1866) et les cartes ou photos aériennes de l'IGN pour la période actuelle (1950 à aujourd'hui).

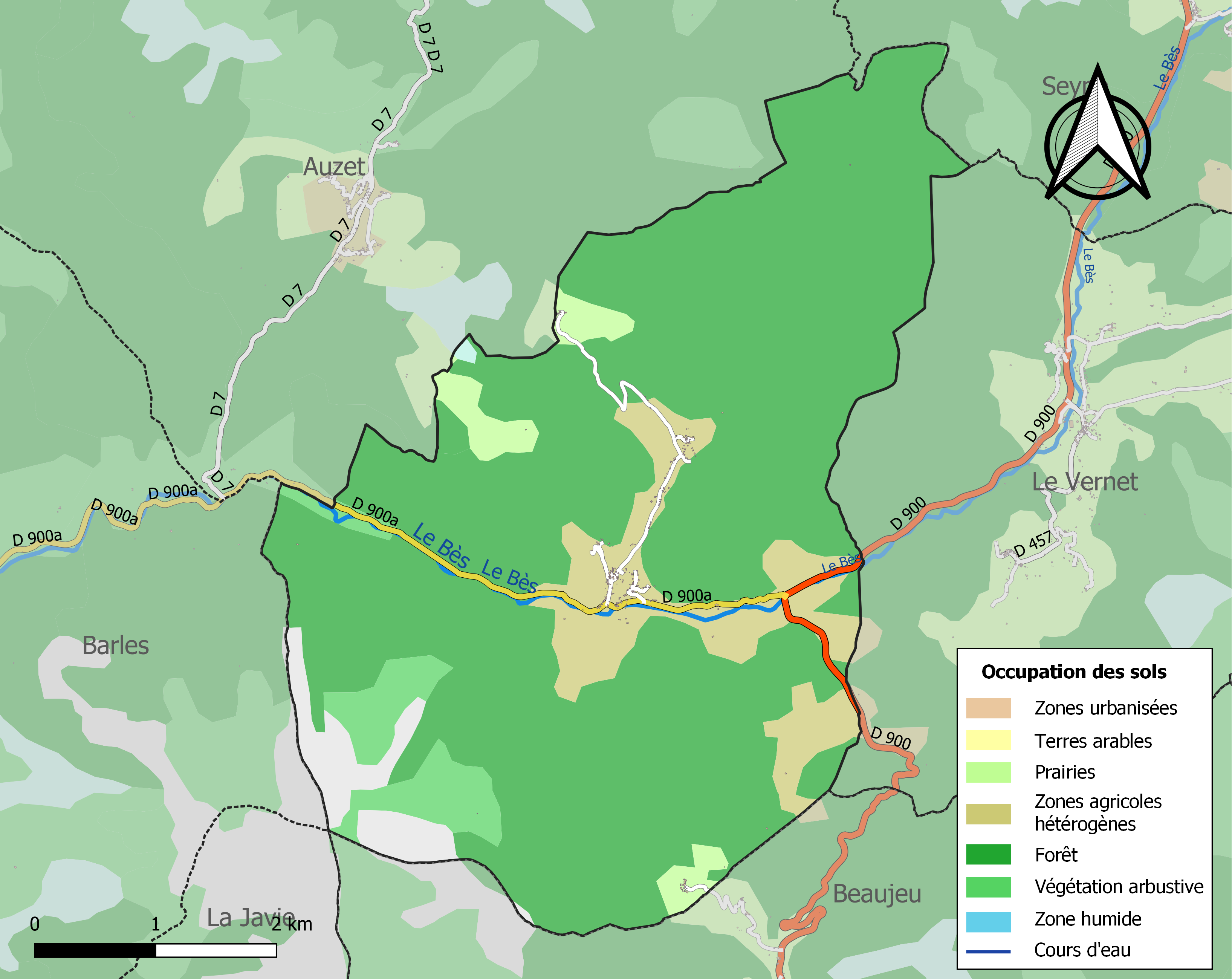
Carte de l'occupation des sols de la commune en 2018 (CLC).

## Toponymie
Le nom du village, tel qu’il apparaît la première fois en 1055 (de Verdachis), est le pluriel de l’occitan bardesco, ou verdesco, désignant une forteresse en bois, qui a donné en nord-occitan verdescho.

## Histoire
Son territoire est déjà fréquenté à la protohistoire. Dans l’Antiquité, les Bodiontiques (Bodiontici), peuple celto-ligure, occupaient la vallée de la Bléone, et vivaient sur l’actuelle commune de Verdaches. Vaincus par Auguste en même temps que les autres peuples présents sur le Trophée des Alpes (avant 14 av. J.-C.), les Bodiontiques sont rattachés à la province des Alpes-Maritimes lors de sa création.
La localité apparaît pour la première fois dans les chartes en 1055. Elle est dotée d’un consulat en 1237. La communauté relevait du bailli de Seyne et le comte de Provence Raymond Bérenger IV lui accorde de se gouverner elle-même par consulat en 1237.
Les fouilles du cimetière de l’église Saint-Domnin, utilisée aux XIIe – XIIIe siècles, ont montré que les tombes étaient, à l’époque, orientées indifféremment Nord-Sud (avec la tête au Nord ou au Sud) ou Est-Ouest (avec la tête à l’ouest). Les squelettes témoignent des pathologies fréquentes à cette époque : arthroses, fractures, carences alimentaires. Quelques pégaus intacts y ont été retrouvés. L’altitude rendait la vie difficile : le terroir servait surtout à faire paître des troupeaux, les habitants étant nombreux à travailler en Basse-Provence l’hiver.
Avec la fin des guerres de religion, les activités productives reprennent : on essaie en 1602 d’exploiter un gisement de plomb à Verdaches, sans que la rentabilité soit au rendez-vous ; dès 1604, une deuxième tentative a lieu, sans plus de succès.
Au XVIIe siècle, le village, jusque-là installé sur la colline Saint-Domnin, descend dans le vallon, 70 m plus bas, au hameau des Jauberts. Ce hameau a depuis pris le nom du village.
Comme de nombreuses communes du département, Verdaches se dote d’une école bien avant les lois Jules Ferry : en 1863, elle en possède déjà une qui dispense une instruction primaire aux garçons, au chef-lieu. Aucune instruction n’est donnée aux filles : ni la loi Falloux (1851), qui impose l’ouverture d’une école de filles aux communes de plus de 800 habitants, ni la première loi Duruy (1867), qui abaisse ce seuil à 500 habitants, ne concernent Verdaches. La commune profite des subventions de la deuxième loi Duruy (1877) pour construire une école neuve, mais ce n’est qu’avec les lois Ferry que les filles de Verdaches sont régulièrement scolarisées.

## Héraldique
| Blason de Verdaches | Blason  | D'argent à trois arbres de sinople rangés en fasce sur une terrasse du même. |
| Blason de Verdaches | Détails | Le statut officiel du blason reste à déterminer.                             |

## Politique et administration

### Liste des maires
| Période                                  | Période                       | Identité        | Étiquette | Qualité     |
| ---------------------------------------- | ----------------------------- | --------------- | --------- | ----------- |
| mai 1945                                 |                               | Léopold Meillan |           |             |
|                                          |                               |                 |           |             |
| mars 2001                                | En cours (au 21 octobre 2014) | Guy Auzet,      | DVG       | Agriculteur |
| Les données manquantes sont à compléter. |                               |                 |           |             |

### Intercommunalité
Verdaches fait partie :
- de 2008 à 2017, de la Communauté de communes du Pays de Seyne ;
- depuis le 1er janvier 2017, de la communauté d'agglomération Provence-Alpes.

## Démographie
L'évolution du nombre d'habitants est connue à travers les recensements de la population effectués dans la commune depuis 1765. Pour les communes de moins de 10 000 habitants, une enquête de recensement portant sur toute la population est réalisée tous les cinq ans, les populations de référence des années intermédiaires étant quant à elles estimées par interpolation ou extrapolation. Pour la commune, le premier recensement exhaustif entrant dans le cadre du nouveau dispositif a été réalisé en 2005.

En 2022, la commune comptait 60 habitants, en évolution de −1,64 % par rapport à 2016 (Alpes-de-Haute-Provence : +2,84 %, France hors Mayotte : +2,11 %).
| 1765 | 1793 | 1800 | 1806 | 1821 | 1831 | 1836 | 1841 | 1846 |
| ---- | ---- | ---- | ---- | ---- | ---- | ---- | ---- | ---- |
| 263  | 272  | 163  | 264  | 214  | 261  | 281  | 274  | 290  |

| 1851 | 1856 | 1861 | 1866 | 1872 | 1876 | 1881 | 1886 | 1891 |
| ---- | ---- | ---- | ---- | ---- | ---- | ---- | ---- | ---- |
| 270  | 264  | 256  | 245  | 219  | 200  | 218  | 241  | 209  |

| 1896 | 1901 | 1906 | 1911 | 1921 | 1926 | 1931 | 1936 | 1946 |
| ---- | ---- | ---- | ---- | ---- | ---- | ---- | ---- | ---- |
| 213  | 188  | 176  | 182  | 154  | 143  | 113  | 113  | 101  |

| 1954 | 1962 | 1968 | 1975 | 1982 | 1990 | 1999 | 2005 | 2006 |
| ---- | ---- | ---- | ---- | ---- | ---- | ---- | ---- | ---- |
| 108  | 90   | 95   | 72   | 72   | 61   | 48   | 60   | 63   |

| 2010 | 2015 | 2020 | 2022 | - | - | - | - | - |
| ---- | ---- | ---- | ---- | - | - | - | - | - |
| 57   | 63   | 62   | 60   | - | - | - | - | - |

| 1315    | 1471    |
| ------- | ------- |
| 70 feux | 15 feux |

L’histoire démographique de Verdaches, après la saignée des XIVe et XVe siècles et le long mouvement de croissance jusqu’au début du XIXe siècle, est marquée par une période d’« étale » où la population reste relativement stable à un niveau élevé. Cette période est longue à Verdaches, et dure de la fin du XVIIIe siècle aux années 1860. L’exode rural provoque ensuite un mouvement de recul démographique de longue durée. Le recul démographique franchit un seuil dramatique en 1926 : à cette date, la commune a perdu plus de la moitié de sa population par rapport au maximum historique de 1846. Le mouvement de baisse se prolonge jusqu’aux années 1990. Depuis une dizaine d'années, une petite progression a remplacé la baisse.

## Lieux et monuments

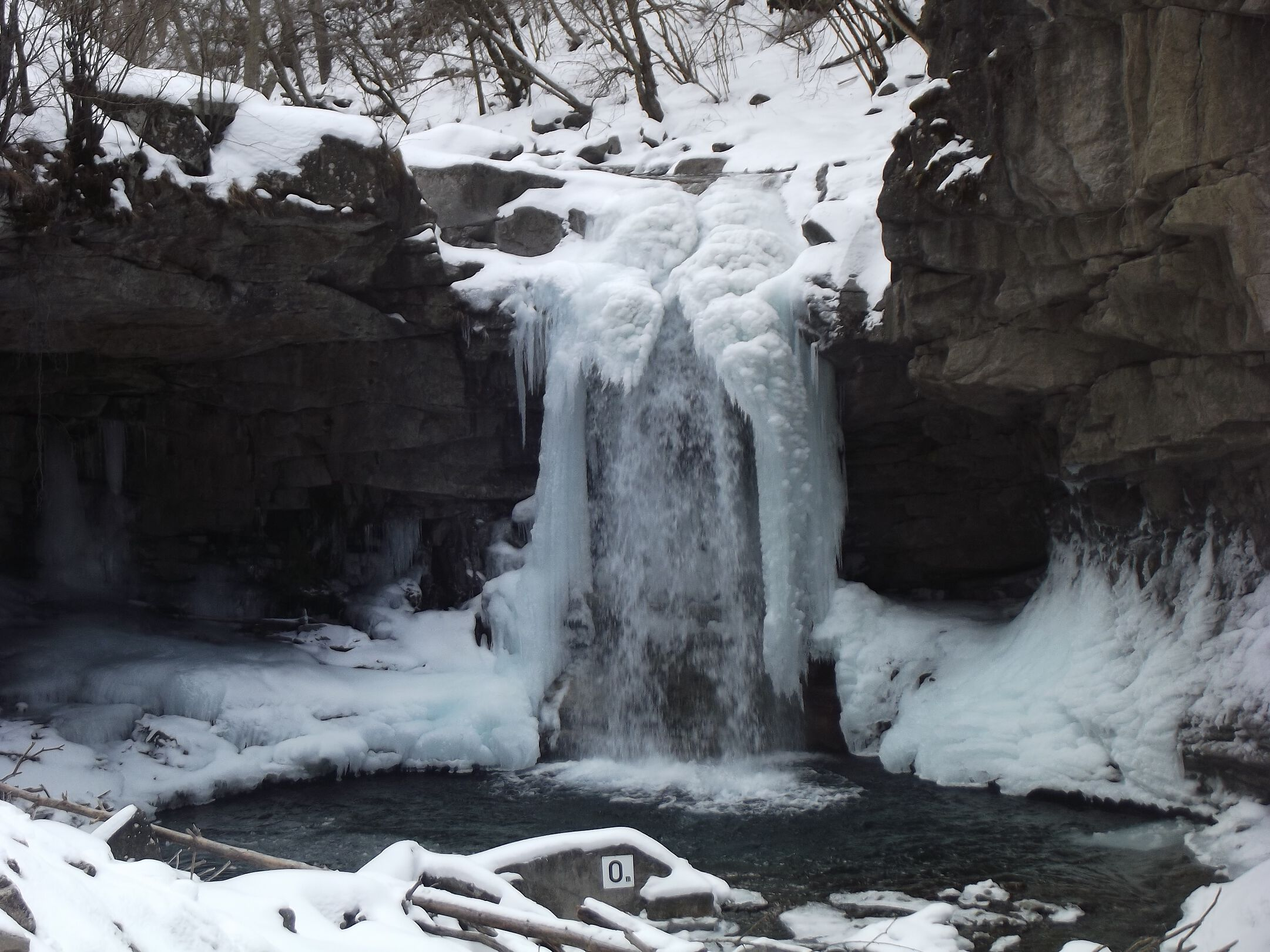
Cascade du Saut de la Pie avec, au premier plan, sur une pierre, 0m oeuvre de Paul-Armand Gette

L’église paroissiale Saint-Jean-Baptiste date de la fin du XVIIIe siècle, époque où elle est construite pour éviter aux habitants installés dans la vallée de remonter au vieux village. Elle possède un ciboire, classé monument historique au titre objet.
La chapelle Saint-Domnin, ancienne église paroissiale, a pour titulaire Notre-Dame de la Fraisse, saint Domnin de Digne étant patron. Autrefois orientée au sud-ouest, la restauration du XIXe siècle la reconstruit selon un axe nord-sud. Entourée du cimetière, elle possède trois têtes de loup, sculptées dans la façade occidentale, et symbolisant les trois péchés mortels. La voûte est une fausse voûte en plâtre. Le portail en plein cintre est l’ancienne porte sud de l’église d’avant la restauration.

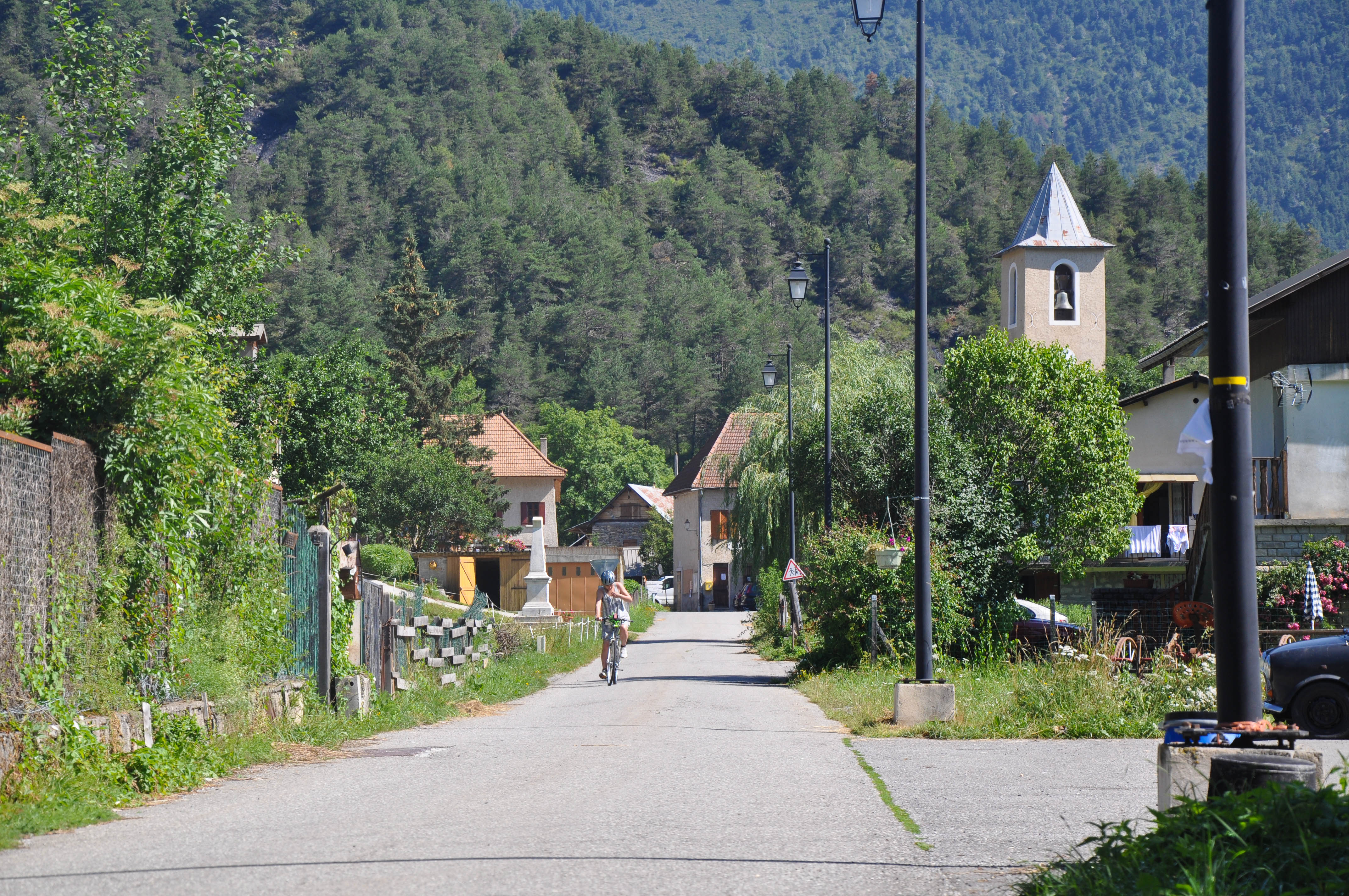
L'église paroissiale Saint-Jean-Baptiste au centre du village.
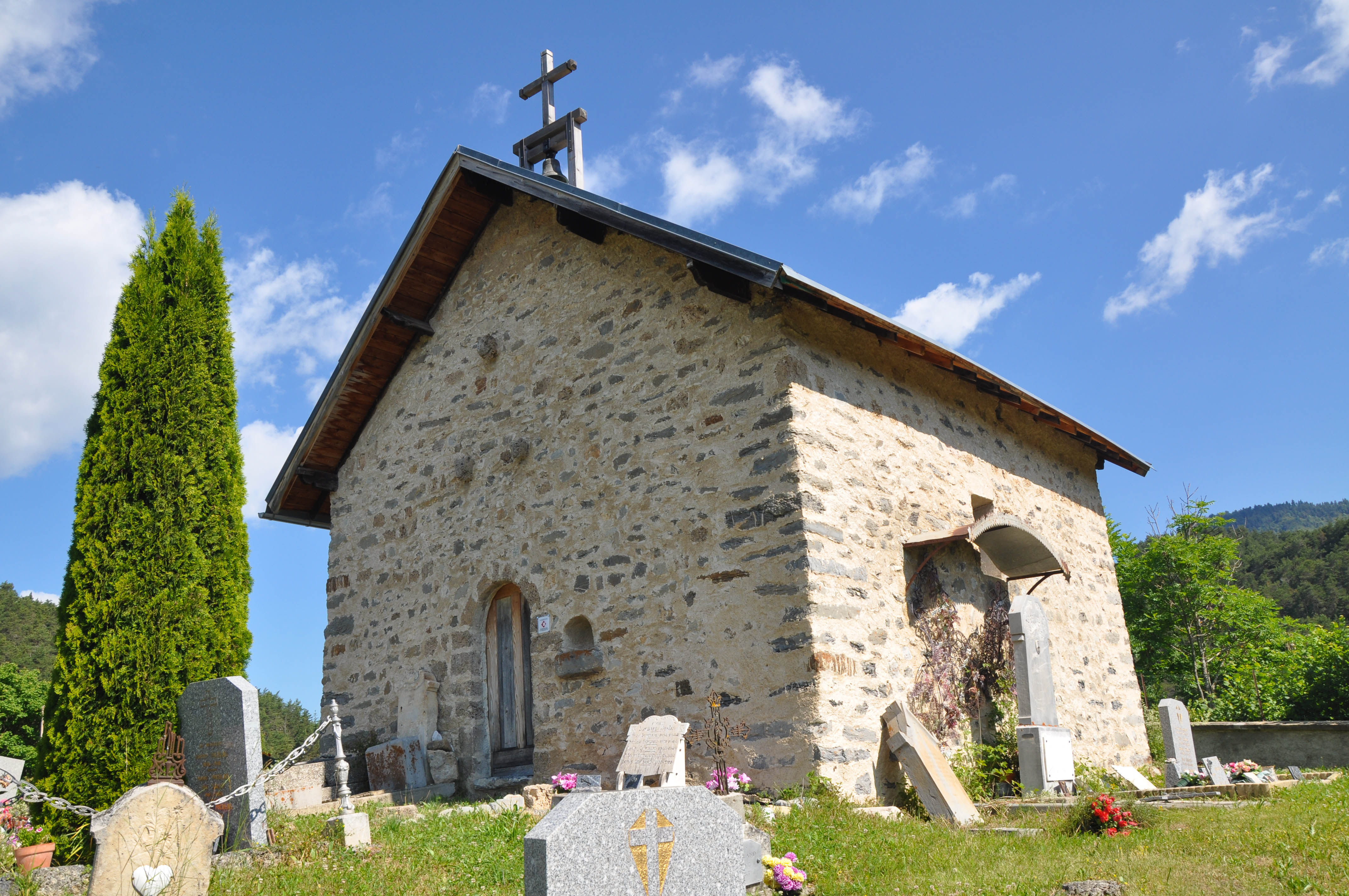
Chapelle Saint-Domnin.
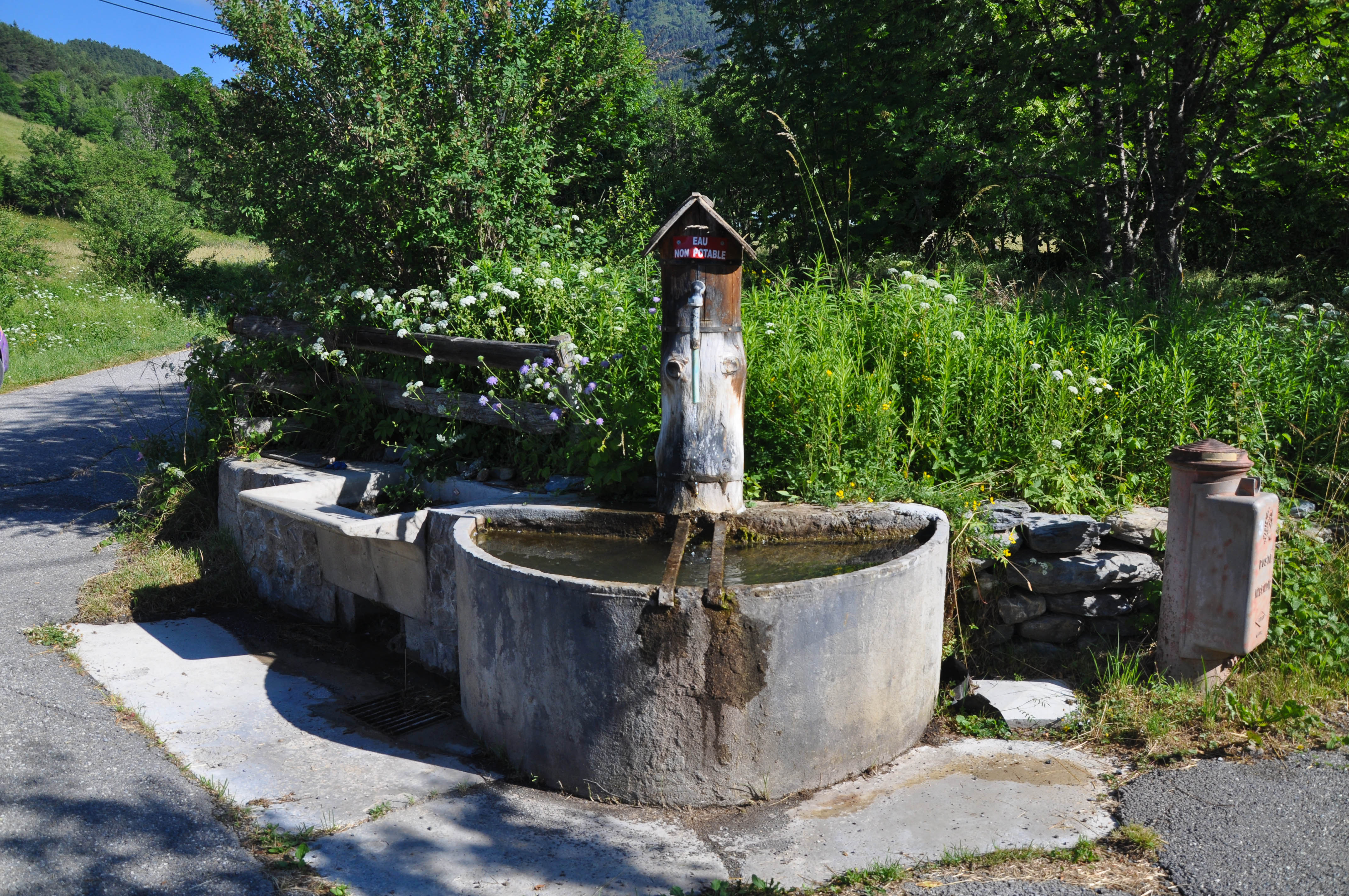
Fontaine-lavoir.

## Personnalités liées à la commune
En 2012, Paul-Armand Gette, a réalisé dans les Alpes-de-Haute-Provence, une œuvre intitulée Des cheveux de Vénus aux splendeurs de la nuit qui s'inscrit dans le cadre du VIAPAC, où se mêlent poétique, botanique, géologie et mythologie. L’artiste a placé neuf repères 0m., au moyen de plaques émaillées ou de verre gravé, le long de la D900. Ils forment une ligne appelée « transect » entre Digne-les-Bains et Auzet.